# Escuts i banderes de la Terra Alta

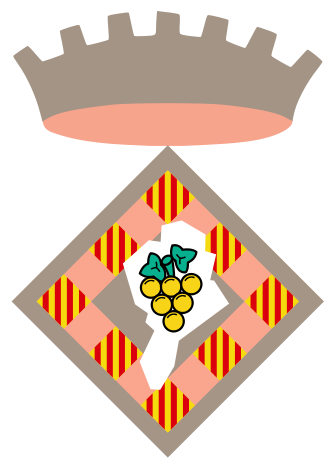
Escut oficiós de la Terra Alta

Els escuts i banderes de la Terra Alta són el conjunt d'escuts i banderes oficials dels municipis de la dita comarca catalana. En aquest article s'hi inclouen els escuts i les banderes oficialitzats per la Generalitat des del 1981 per la conselleria de Governació, què en té la competència. Habitualment els diferents Consells Comarcals han creat, a fi de representar la comarca, algun escut oficial o oficiós. En el cas de la Terra Alta així ha estat. Malgrat tot no deixa de ser un símbol o escut no oficial. No tenen escut ni bandera oficials els municipis de Bot i la Fatarella.

## Escuts oficials

Arnes Aprovat el 10 d'abril de 1984.[1]
Batea Publicat al DOGC el 9 de juny de 1982.[2]
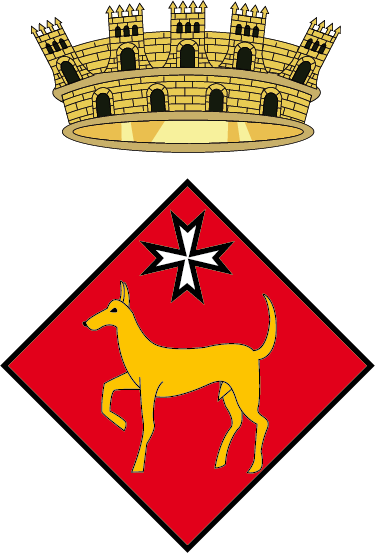
Caseres Aprovat el 20 de novembre de 1995.
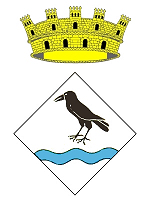
Corbera d'Ebre Aprovat el 20 de novembre de 1995.
Gandesa Publicat al DOGC el 29 de desembre de 2021.[5]
Horta de Sant Joan Aprovat el 31 de maig de 1996.[6]
el Pinell de Brai Aprovat el 6 de novembre de 1986.[7]
la Pobla de Massaluca Aprovat el 17 de juny de 2013.[8]
Prat de Comte Aprovat el 26 de març de 1991.[9]
Vilalba dels Arcs Aprovat el 10 de juliol de 1991.[10]

## Banderes oficials

Corbera d'Ebre Publicada al DOGC el 22 de novembre de 2007.[11]
Gandesa Aprovada el 26 de juliol de 2023.[12]
Horta de Sant Joan Aprovada el 23 d'agost de 2004.[13]
Prat de Comte Publicada al DOGC el 22 de juliol del 1992.[14]